# Netelia kodai
Netelia kodai är en stekelart som beskrevs av Konishi 1991. Netelia kodai ingår i släktet Netelia och familjen brokparasitsteklar. Inga underarter finns listade i Catalogue of Life.